# Seznam podporovatelů Anthropoidu popravených v Mauthausenu

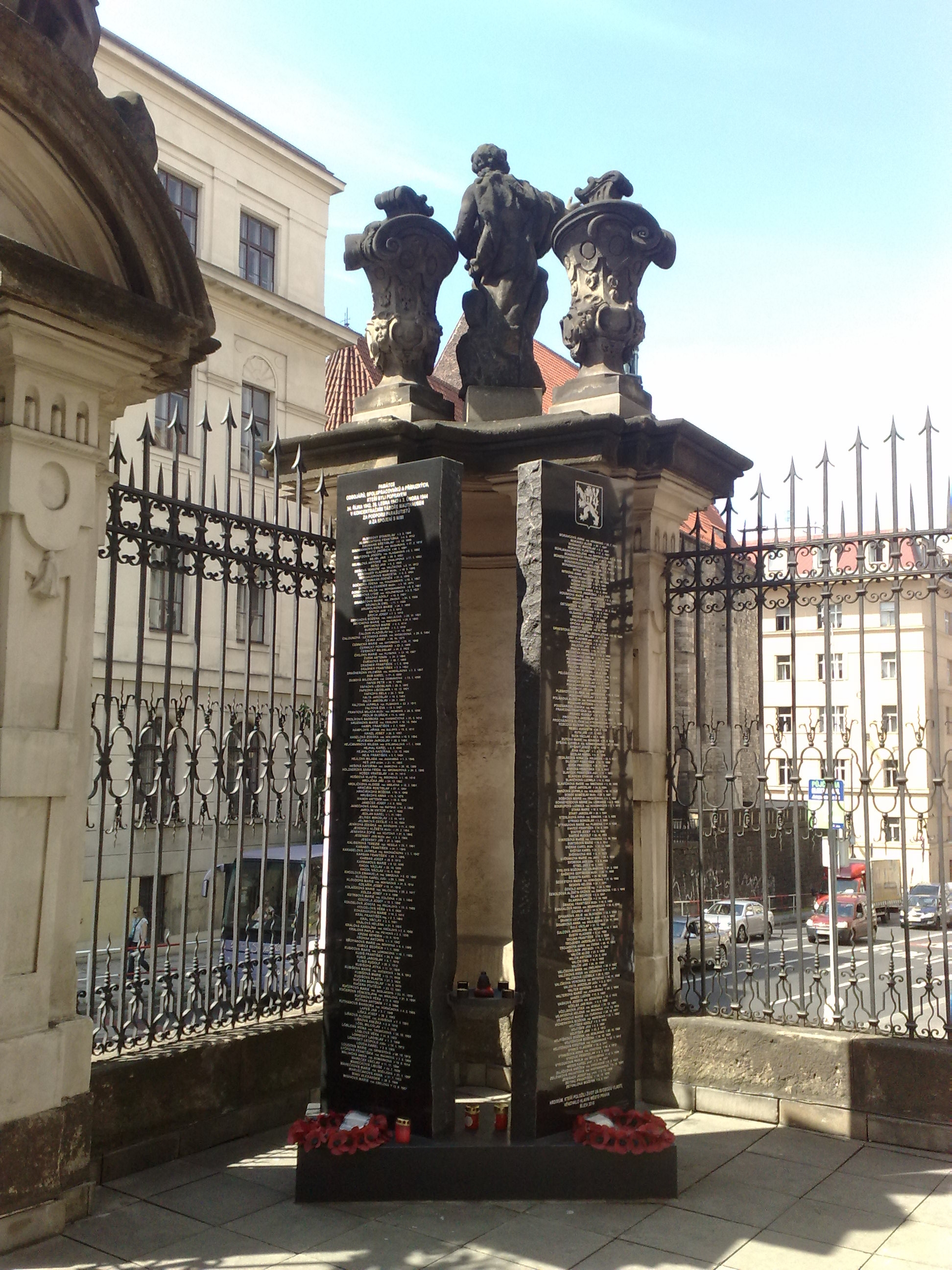
Pomník obětem heydrichiády u chrámu svatého Cyrila a Metoděje v Praze

Toto je seznam 294 obětí (druhé) heydrichiády, tj. těch, kteří byli popraveni v souvislosti s atentátem na zastupujícího říšského protektora Reinharda Heydricha, uskutečněného během operace s krycím názvem Anthropoid. Většinou spolupracovali s československými výsadkáři Janem Kubišem a Jozefem Gabčíkem na přípravě atentátu. V některých případech se jedná i o rodinné příslušníky spolupracovníků. Popravy proběhly v koncentračním táboře Mauthausen ve třech termínech: 
24. října 1942; 26. ledna 1943 a 3. února 1944. 
Okolnosti přesunu odsouzených osob do koncentračního tábora Mauthausen před vykonáním rozsudků jsou popsány v samostatném hesle: „Popravy podporovatelů Anthropoidu v Mauthausenu“. 

## Lidé popravení 24. října 1942 (262 popravených)

### (A až B)
| Jméno     | Příjmení    | Rodné příjmení | Portrét osoby | Datum narození     | Poznámka |
| --------- | ----------- | -------------- | ------------- | ------------------ | --- |
| Břetislav | Bauman      |                |               | 3. prosince 1905   | Spolupráce s výsadkem Anthropoid |
| Emilie    | Baumanová   | Basařová       |               | 17. února 1916     | Spolupráce s výsadkem Anthropoid |
| Jindřich  | Bautz       |                |               | 30. ledna 1891     | Spolupráce s výsadkem Out Distance                                                                                                   |
| Josefa    | Bautzová    | Valášková      |               | 6. ledna 1892      | Spolupráce s výsadkem Out Distance                                                                                                   |
| Jan       | Bejbl       |                |               | 26. září 1893      | Spolupráce s výsadky Anthropoid, Out Distance, Steel                                                                                 |
| Antonie   | Bejblová    | Chalupová      |               | 17. ledna 1893     | Spolupráce s výsadkem Anthropoid |
| Jan       | Beňo        |                |               | 6. února 1908      | Manžel Terezie Beňové, rozené Valčíkové; spolupráce s výsadkem Silver A                                                              |
| Terezie   | Beňová      | Valčíková      |               | 5. listopadu 1912  | Sestra Josefa Valčíka, spolupráce s výsadkem Silver A                                                                                |
| Vladimír  | Bergauer    |                |               | 18. září 1898      | ukrývali anglického letce majora Ronalda Littledalea                                                                                 |
| Markéta   | Bergauerová | Kňourková      |               | 6. února 1904      | ukrývali anglického letce majora Ronalda Littledalea                                                                                 |
| Zdenko    | Bergmann    |                |               | 25. srpna 1895     | manželka syna jeho sestry darovala kolo Vlastimilu Moravcovi, kolo bylo použité Jozefem Gabčíkem při útoku na R. Heydricha           |
| Zdena     | Bočková     | Pouznarová     |               | 10. března 1907    | Spolupráce s výsadkem Silver A, manželka příslušníka československé armády plukovníka Bohumila Bočka v Anglii                        |
| Alexandr  | Bondy       |                |               | 3. října 1874      | Spolupráce s výsadkem Anthropoid |
| Hilda     | Bondyová    | Bergmannová    |               | 8. června 1887     | Spolupráce s výsadkem Anthropoid |
| Lydie     | Bondyová    | Holznerová     |               | 3. září 1921       | Spolupráce s výsadkem Anthropoid, Lydie Bondyová darovala kolo Vlastíku Moravcovi, které použil Jozef Gabčík                         |
| Adolf     | Bradáč      |                |               | 15. června 1901    | Spolupráce s výsadkem Out Distance; podpůrná síť parašutistů                                                                         |
| Marie     | Bradáčová   | Zíková         |               | 24. května 1906    | Spolupráce s výsadkem Out Distance; podpůrná síť parašutistů                                                                         |
| Emil      | Brunclík    |                |               | 11. ledna 1889     | ukrývali anglického letce majora Ronalda Littledalea                                                                                 |
| Marie     | Brunclíková | Gregorová      |               | 24. července 1898  | ukrývali anglického letce majora Ronalda Littledalea                                                                                 |
| Jan       | Brych       |                |               | 2. března 1912     | Spolupráce s výsadkem Anthropoid, Jan Brych mladší: starší syn manželů Brychových (zasnouben s Helenou Vejvodovou, rozenou Machovou) |
| Josef     | Brych       |                |               | 8. září 1918       | Spolupráce s výsadkem Anthropoid; mladší syn manželů Brychových (jeho manželkou byla Božena Brychová, rozená Havlíčková)             |
| Božena    | Brychová    | Havlíčková     |               | 29. listopadu 1921 | Spolupráce s výsadkem Anthropoid, manželka Josefa Brycha                                                                             |
| Marie     | Brychová    |                |               | 8. června 1914     | Spolupráce s výsadkem Anthropoid; Marie Brychová mladší: dcera manželů Brychových (prostřední potomek)                               |
| Marie     | Brychová    | Maturová       |               | 29. června 1893    | Spolupráce s výsadkem Anthropoid, manželka Jana Brycha staršího (nebyl popraven)                                                     |

### (C až F)
| Jméno     | Příjmení           | Rodné příjmení | Portrét osoby | Datum narození     | Poznámka |
| --------- | ------------------ | -------------- | ------------- | ------------------ | --- |
| Anna      | Čalounová–Letenská | Svobodová      |               | 29. srpna 1904     | poskytla úkryt MUDr. Břetislavu Lyčkovi, který ošetřil parašutistu rotmistra Jana Kubiše                                                    |
| Josef     | Čejka              |                |               | 30. října 1873     | poskytl pomoc docentu Vladimíru Krajinovi při útěku                                                                                         |
| Marie     | Černická           | Antoniová      |               | 24. listopadu 1898 | sokolský odboj, podpůrná síť parašutistů |
| Ferdinand | Černický           |                |               | 23. února 1889     | sokolský odboj, podpůrná síť parašutistů |
| Miloslav  | Černický           |                |               | 31. srpna 1922     | sokolský odboj, podpůrná síť parašutistů |
| Marie     | Čiklová            | Klyšová        |               | 13. října 1907     | Spolupráce s výsadkem Anthropoid; manželka pravoslavného duchovního Václava Čikla (* 13. ledna 1900 Slavětín – 4. září 1942 Praha-Kobylisy) |
| Antonín   | Čuřík              |                |               | 24. března 1884    | ukrývání E. Vejvody ze sítě poskytující úkryt MUDr. Břetislavu Lyčkovi                                                                      |
| Marie     | Čuříková           |                |               | 30. července 1888  | ukrývání E. Vejvody ze sítě poskytující úkryt MUDr. Břetislavu Lyčkovi                                                                      |
| František | Drašner            |                |               | 1. srpna 1896      | spolupráce s ÚVOD (docent Vladimír Krajina); manžel Vilemíny Drašnerové (1897–1942)                                                         |
| František | Drašner            |                |               | 2. května 1923     | spolupráce s ÚVOD (docent Vladimír Krajina); syn manželů Drašnerových (Františka a Vilemíny); někdy uváděn jako František Drašner mladší    |
| Vilemína  | Drašnerová         | Hurdálková     |               | 1. května 1897     | spolupráce s ÚVOD (docent Vladimír Krajina); manželka Františka Drašnera (1896–1942)                                                        |
| Karel     | Dub                |                |               | 21. dubna 1899     | Spolupráce s výsadkem Out Distance |
| Miroslava | Dubová             | Čermáková      |               | 13. ledna 1908     | Spolupráce s výsadkem Out Distance |
| Petr      | Fafek              |                |               | 30. června 1893    | Spolupráce s výsadkem Anthropoid |
| Liboslava | Fafková            | Jiránková      |               | 10. října 1892     | Spolupráce s výsadkem Anthropoid |
| Liboslava | Fafková            |                |               | 12. prosince 1922  | Spolupráce s výsadkem Anthropoid |
| Rela      | Fafková            |                |               | 30. června 1920    | Spolupráce s výsadkem Anthropoid |
| Jaroslav  | Falta              |                |               | 16. května 1893    | sokolský odboj; obstarávání falešných pracovních knížek pro parašutisty;                                                                    |
| Jaroslav  | Falta              |                |               | 20. července 1903  | Spolupráce s výsadkem Silver A; sokolský odboj (Odbojová skupina S21B); obstarávání falešných dokladů pro parašutisty                       |
| Eva       | Faltová            |                |               | 15. ledna 1927     | dcera Jaroslava Falty (1893), který obstarával falešné pracovní knížky                                                                      |
| Jarmila   | Faltová            | Plíšková       |               | 22. března 1911    | manželka Jaroslava Falty (1893), který obstarával falešné pracovní knížky                                                                   |
| Milada    | Frantová           | Reimová        |               | 28. září 1906      | Spolupráce s výsadkem Anthropoid |

### (G až J)
| Jméno     | Příjmení   | Rodné příjmení | Portrét osoby | Datum narození     | Poznámka                                                                         |
| --------- | ---------- | -------------- | ------------- | ------------------ | -------------------------------------------------------------------------------- |
| Marie     | Gruzínová  | Krylová        |               | 16. prosince 1904  | Spolupráce s výsadkem Anthropoid                                                 |
| František | Hampl      |                |               | 2. července 1908   | sokolský odboj; podpůrná síť parašutistů                                         |
| Jiřina    | Hamplová   | Sulová         |               | 15. května 1911    | sokolský odboj; podpůrná síť parašutistů                                         |
| Josef     | Hanzl      |                |               | 26. března 1903    | sokolský odboj, podpůrná síť parašutistů                                         |
| Zdeňka    | Hanzlová   | Holubová       |               | 10. září 1904      | sokolský odboj, podpůrná síť parašutistů                                         |
| Jaroslav  | Hejcman    |                |               | 28. března 1905    | sokolský odboj, podpůrná síť parašutistů                                         |
| Milena    | Hejcmanová | Stejskalová    |               | 7. ledna 1909      | sokolský odboj, podpůrná síť parašutistů                                         |
| Milada    | Hejlová    | Jasanská       |               | 1. března 1906     | Spolupráce s výsadkem Anthropoid                                                 |
| Kateřina  | Hešová     | Samcová        |               | 20. října 1889     | sokolský odboj, pomoc při útěku MUDr. Břetislava Lyčky                           |
| Jan       | Heš        |                |               | 21. listopadu 1889 | sokolský odboj, pomoc při útěku MUDr. Břetislava Lyčky                           |
| Frieda    | Holznerová | Grünhutová     |               | 24. května 1898    | matka Lydie Bondyové                                                             |
| Vratislav | Hošek      |                |               | 20. listopadu 1913 | sokolský odboj, podpůrná síť parašutistů                                         |
| Vlasta    | Hošková    | Šeborová       |               | 1. října 1919      | sokolský odboj, podpůrná síť parašutistů                                         |
| Jiří      | Hrdlička   |                |               | 24. prosince 1922  | pomoc parašutistům při zapalování ohňů před náletem na továrnu Škoda Plzeň       |
| Aloisie   | Hrdličková | Krejová        |               | 18. února 1891     | pomoc parašutistům při zapalování ohňů před náletem na Škodu Plzeň               |
| Rostislav | Hrnčiřík   |                |               | 27. dubna 1901     | sokolský odboj, podpůrná síť parašutistů                                         |
| Anna      | Hrušková   |                |               | 13. srpna 1876     | Spolupráce s výsadkem Anthropoid                                                 |
| Antonín   | Ivanov     |                |               | 10. června 1890    | Spolupráce s výsadkem Silver A                                                   |
| Josef     | Janeček    |                |               | 4. září 1902       | Spolupráce s výsadkem Anthropoid                                                 |
| Anna      | Janečková  | Rajská         |               | 14. května 1900    | Spolupráce s výsadkem Anthropoid                                                 |
| Zdenka    | Janíková   | Sovíková       |               | 11. dubna 1909     | Spolupráce s výsadky Anthropoid a Out Distance                                   |
| Viktor    | Jarolím    |                |               | 24. července 1882  | otec parašutisty Adolfa Opálky (výsadek Out Distance)                            |
| Karel     | Jedlan     |                |               | 1. listopadu 1903  | sokolský odboj, pomoc při útěku MUDr. Břetisava Lyčky                            |
| Miroslav  | Jelínek    |                |               | 3. října 1913      | Spolupráce s výsadky Silver A, Out Distance a Steel, snoubenec Boženy Vojtíškové |
| Alžběta   | Jesenská   | Guttmannová    |               | 29. února 1904     | Spolupráce s výsadky Anthropoid, Silver A                                        |
| Žofie     | Jesenská   | Vojtová        |               | 21. dubna 1903     | Spolupráce s výsadky Anthropoid, Silver A                                        |
| Jan       | Jesenský   |                |               | 5. března 1904     | Spolupráce s výsadky Anthropoid, Silver A                                        |
| Jiří      | Jesenský   |                |               | 27. září 1905      | Spolupráce s výsadky Anthropoid, Silver A                                        |

### (K)
| Jméno      | Příjmení    | Rodné příjmení            | Portrét osoby | Datum narození     | Poznámka |
| ---------- | ----------- | ------------------------- | ------------- | ------------------ | --- |
| Terezie    | Kaliberová  | Veselá                    |               | 29. července 1901  | Spolupráce s výsadky Anthropoid, Out Distance a Silver A                                                                       |
| František  | Karabel     |                           |               | 31. července 1905  | sokolský odboj, pomoc při útěku MUDr. Břetislava Lyčky                                                                         |
| Jarmila    | Karabelová  | Macháčková                |               | 3. ledna 1907      | sokolský odboj, pomoc při útěku MUDr. Břetislava Lyčky                                                                         |
| František  | Karban      |                           |               | 20. července 1886  | podpůrná síť parašutistů |
| Josef      | Karban      |                           |               | 26. srpna 1915     | podpůrná síť parašutistů |
| Marie      | Karbanová   | Lukešová                  |               | 9. prosince 1896   | podpůrná síť parašutistů |
| Václav     | Khodl       |                           |               | 15. srpna 1920     | Spolupráce s výsadkem Anthropoid                                                                                               |
| Václav     | Khodl       |                           |               | 22. října 1895     | Spolupráce s výsadkem Anthropoid                                                                                               |
| Emanuela   | Khodlová    | Smržová                   |               | 5. prosince 1897   | Spolupráce s výsadkem Anthropoid                                                                                               |
| Karel      | Klouda      |                           |               | 29. ledna 1909     | sokolský odboj, podpůrná síť parašutistů                                                                                       |
| Marie      | Kloudová    | Nováková                  |               | 31. května 1914    | sokolský odboj, podpůrná síť parašutistů                                                                                       |
| Josef      | Kolařík     |                           |               | 16. listopadu 1914 | Spolupráce s výsadkem Silver A; manžel Marie Kolaříkové (sestra parašutisty Josefa Valčíka)                                    |
| Marie      | Kolaříková  | Valčíková                 |               | 25. března 1917    | Spolupráce s výsadkem Silver A; sestra parašutisty Josefa Valčíka                                                              |
| Josef      | Kolda       |                           |               | 9. dubna 1899      | poskytl úkryt docentu Vladimíru Krajinovi                                                                                      |
| Marie      | Kotrbová    | Kolocová                  |               | 26. ledna 1904     | sokolský odboj, pomoc při útěku MUDr. Břetislava Lyčky                                                                         |
| Josef      | Koudela     |                           |               | 12. února 1892     | sokolský odboj, podpůrná síť parašutistů                                                                                       |
| Josefa     | Koudelová   | Prchlová (nebo Prchalová) |               | 15. března 1900    | sokolský odboj, podpůrná síť parašutistů                                                                                       |
| Věra       | Koudelová   |                           |               | 6. května 1920     | sokolský odboj, podpůrná síť parašutistů                                                                                       |
| Marie      | Kovárníková |                           |               | 16. února 1914     | Spolupráce s výsadkem Anthropoid                                                                                               |
| František  | Král        |                           |               | 2. března 1884     | Spolupráce s výsadky Anthropoid, Out Distance a Steel                                                                          |
| Václav     | Král        |                           |               | 2. května 1891     | Spolupráce s výsadky Anthropoid, Out Distance a Steel                                                                          |
| Helena     | Králová     |                           |               | 21. června 1925    | Spolupráce s výsadky Anthropoid, Out Distance a Steel                                                                          |
| Karolína   | Králová     | Krčilová                  |               | 2. dubna 1900      | (Karolína Sabina Králová byla sestrou Marie Moravcové, rozené Krčilové); spolupráce s výsadky Anthropoid, Out Distance a Steel |
| Pavla      | Králová     | Pichlová                  |               | 3. března 1896     | Spolupráce s výsadky Anthropoid, Out Distance a Steel                                                                          |
| Antonín    | Křovák      |                           |               | 1. září 1882       | sokolský odboj, podpůrná síť parašutistů                                                                                       |
| Marie      | Křováková   | Novotná                   |               | 6. dubna 1889      | sokolský odboj, podpůrná síť parašutistů                                                                                       |
| Bedřich    | Kubice      |                           |               | 7. července 1900   | sokolský odboj, podpůrná síť parašutistů                                                                                       |
| Marie      | Kubicová    | Lorencová                 |               | 18. ledna 1905     | sokolský odboj, podpůrná síť parašutistů                                                                                       |
| František  | Kubiš       |                           |               | 25. září 1887      | otec parašutisty rotmistra Jana Kubiše                                                                                         |
| Jaroslav   | Kubiš       |                           |               | 6. července 1916   | Spolupráce s výsadky Anthropoid a Bivouac; bratr parašutisty rotmistra Jana Kubiše                                             |
| Rudolf     | Kubiš       |                           |               | 29. května 1912    | Spolupráce s výsadkem Anthropoid, bratr parašutisty rotmistra Jana Kubiše                                                      |
| Jitka      | Kubišová    |                           |               | 11. listopadu 1925 | nevlastní sestra parašutisty rotmistra Jana Kubiše                                                                             |
| Marie      | Kubišová    |                           |               | 12. listopadu 1920 | nevlastní sestra parašutisty rotmistra Jana Kubiše                                                                             |
| Marie      | Kubišová    | Kučerová                  |               | 26. srpna 1912     | manželka Rudolfa Kubiše (Rudolf Kubiš byl bratr parašutisty rotmistra Jana Kubiše)                                             |
| Vlasta     | Kubišová    |                           |               | 27. března 1924    | nevlastní sestra parašutisty rotmistra Jana Kubiše                                                                             |
| Bohuslav   | Kučera      |                           |               | 23. prosince 1891  | Spolupráce s výsadky Anthropoid, Out Distance a Silver A                                                                       |
| Vojtěch    | Kučera      |                           |               | 23. prosince 1891  | Spolupráce s výsadky Anthropoid, Out Distance a Silver A                                                                       |
| Marie      | Kučerová    | Sedláková                 |               | 23. listopadu 1900 | Spolupráce s výsadky Anthropoid, Out Distance a Silver A                                                                       |
| Věnceslava | Kučerová    | Máslová                   |               | 21. září 1881      | Spolupráce s výsadky Anthropoid, Out Distance a Silver A                                                                       |
| Věra       | Kučerová    |                           |               | 15. června 1923    | Spolupráce s výsadky Anthropoid, Out Distance a Silver A                                                                       |
| Antonín    | Kuthan      |                           |               | 7. června 1896     | Spolupráce s výsadkem Anthropoid                                                                                               |
| Barbora    | Kuthanová   | Voráčková                 |               | 4. února 1904      | Spolupráce s výsadkem Anthropoid                                                                                               |

### (L až M)
| Jméno     | Příjmení      | Rodné příjmení | Portrét osoby | Datum narození     | Poznámka |
| --------- | ------------- | -------------- | ------------- | ------------------ | --- |
| Jan       | Lapeš         |                |               | 9. července 1909   | (někde uváděn nesprávně jako Jan Lápis) bratranec Jana Kubiše |
| Josef     | Liška         |                |               | 28. března 1903    | bratranec Jana Kubiše |
| Aloisie   | Lišková       | Kubišová       |               | 7. ledna 1881      | teta parašutisty rotmistra Jana Kubiše |
| Anežka    | Lišková       |                |               | 8. srpna 1916      | sestřenice parašutisty rotmistra Jana Kubiše |
| Miroslav  | Löbl          |                |               | 1. ledna 1926      | Spolupráce s výsadky Anthropoid a Silver A; studující, v době popravy mu bylo 16 let; syn Ireny Löblové a jejího manžela Theodora Löbla; bratr Věry Löblové                                 |
| Irena     | Löblová       | Třebícká       |               | 30. října 1895     | Spolupráce s výsadky Anthropoid a Silver A; matka Miroslava Löbla a Věry Löblové; manželka Theodora Löbla                                                                                   |
| Věra      | Löblová       |                |               | 31. srpna 1922     | Spolupráce s výsadky Anthropoid a Silver A; dcera Theodora Löbla a jeho manželky Ireny Löblové; sestra Miroslava Löbla; Věra Löblová byla snoubenkou Vlastimila „Ati“ Moravce               |
| Ladislav  | Lohniský      |                |               | 1. března 1906     | sokolský odboj |
| Leopold   | Lohniský      |                |               | 19. ledna 1913     | sokolský odboj |
| Karel     | Louda         |                |               | 3. května 1904     | Spolupráce s výsadkem Anthropoid |
| Marie     | Loudová       | Ornestová      |               | 30. října 1915     | Spolupráce s výsadkem Anthropoid |
| Františka | Lyčková       | Mannová        |               | 3. března 1889     | Spolupráce s výsadkem Anthropoid |
| Anna      | Malinová      | Komárková      |               | 20. května 1914    | Spolupráce s výsadkem Anthropoid |
| Václav    | Mareček       |                |               | 11. listopadu 1894 | sokolský odboj, podpůrná síť parašutistů |
| Libuše    | Marečková     |                |               | 10. července 1925  | sokolský odboj, podpůrná síť parašutistů |
| Marie     | Marečková     | Poživilová     |               | 23. ledna 1897     | sokolský odboj, podpůrná síť parašutistů |
| Anna      | Maruščáková   |                |               | 31. července 1923  | milostný dopis, který jí zaslal dělník Václav Říha (neměl nic společného s odbojem) byl záminkou k vyhlazení Lidic                                                                          |
| Alexandr  | Miniv         |                |               | 28. května 1895    | Místo narození: Stryj; zajišťoval falešná lékařská osvědčení |
| Marie     | Minivová      | Ebelová        |               | 12. září 1907      | Její manžel zajišťoval falešná lékařská osvědčení. Její zapojení nezjištěno. |
| Anna      | Moravcová     | Hrodková       |               | 26. července 1912  | sokolský odboj, podpůrná síť parašutistů |
| Alois     | Moravec       |                |               | 25. ledna 1887     | Spolupráce s výsadky Anthropoid, Out Distance a Silver A; manželka Marie Moravcová před zatčením spáchala sebevraždu; syn Miroslav Moravec (* 1918) padl 7. června 1944 jako příslušník RAF |
| Miroslav  | Moravec       |                |               | 8. června 1905     | sokolský odboj, podpůrná síť parašutistů |
| Vlastimil | Moravec       |                |               | 17. března 1921    | Přezdívaný Aťa. Spolupráce s výsadky Anthropoid, Out Distance a Silver A; byl snoubencem Věry Löblové                                                                                       |
| Helena    | Mühlmanová    | Navrátilová    |               | 4. srpna 1889      | podpůrná síť parašutistů, matka Vladimíra Orta |
| František | Münzberger    |                |               | 29. ledna 1898     | sokolský odboj, pomoc při útěku MUDr. Břetislava Lyčky |
| Anastázie | Münzbergerová | Veselá         |               | 25. června 1898    | sokolský odboj, pomoc při útěku MUDr. Břetislava Lyčky |
| Helena    | Münzbergerová |                |               | 9. srpna 1925      | sokolský odboj, pomoc při útěku MUDr. Břetislava Lyčky |
| Miloslava | Münzbergerová |                |               | 4. března 1924     | sokolský odboj, pomoc při útěku MUDr. Břetislava Lyčky |

### (N až O)
| Jméno     | Příjmení  | Rodné příjmení              | Portrét osoby | Datum narození    | Poznámka |
| --------- | --------- | --------------------------- | ------------- | ----------------- | --- |
| Josef     | Nitka     |                             |               | 17. června 1905   | podpůrná síť parašutistů |
| Anna      | Nitková   | Nováková                    |               | 13. července 1906 | podpůrná síť parašutistů |
| František | Novák     |                             |               | 13. října 1884    | manžel sestry matky parašutisty rotmistra Jana Kubiše |
| Václav    | Novák     |                             |               | 10. května 1921   | Spolupráce s výsadkem Anthropoid |
| Václav    | Novák     |                             |               | 18. ledna 1893    | Spolupráce s výsadkem Anthropoid |
| Anna      | Nováková  |                             |               | 23. května 1919   | Spolupráce s výsadkem Anthropoid |
| Jindřiška | Nováková  |                             |               | 6. května 1928    | Spolupráce s výsadkem Anthropoid; po atentátu na R. Heydricha odvezla Kubišovo kolo, nejmladší popravená z této skupiny a vůbec nejmladší popravená v Mauthausenu za celou dobu druhé světové války |
| Marie     | Nováková  | Soukupová                   |               | 2. února 1897     | Spolupráce s výsadkem Anthropoid |
| Miroslava | Nováková  |                             |               | 31. srpna 1925    | Spolupráce s výsadkem Anthropoid |
| Jan       | Novotný   |                             |               | 6. dubna 1912     | |
| Vlasta    | Oktábcová | Černá                       |               | 20. března 1913   | sokolský odboj, podpůrná síť parašutistů |
| Karel     | Olšanský  |                             |               | 26. července 1908 | |
| Cyril     | Ondrák    |                             |               | 5. července 1882  | Spolupráce s výsadkem Silver A |
| Marie     | Opálková  |                             |               | 5. července 1882  | Spolupráce s výsadkem Out Distance; teta parašutisty Adolfa Opálky |
| Antonín   | Opička    |                             |               | 17. dubna 1903    | sokolský odboj, pomoc při útěku MUDr. Břetislava Lyčky |
| Václav    | Ornest    |                             |               | 6. listopadu 1887 | Spolupráce s výsadkem Anthropoid |
| Františka | Ornestová | Skradletová nebo Škrdletová |               | 4. října 1890     | Spolupráce s výsadkem Anthropoid |
| Miluše    | Ornestová |                             |               | 27. ledna 1921    | Spolupráce s výsadkem Anthropoid |
| Vladimír  | Ort       |                             |               | 23. prosince 1911 | podpůrná síť parašutistů; jeho matkou byla Helena Mühlmanová |

### (P až Ř)
| Jméno     | Příjmení    | Rodné příjmení | Portrét osoby | Datum narození     | Poznámka                                                                                        |
| --------- | ----------- | -------------- | ------------- | ------------------ | ----------------------------------------------------------------------------------------------- |
| Zdenka    | Paková      |                |               | 8. listopadu 1906  | spolupráce s ÚVOD (doc. Vladimír Krajina), ukrývání anglického letce majora Ronalda Littledalea |
| Jiří      | Paleček     |                |               | 18. října 1921     |                                                                                                 |
| Bohumil   | Pelcák      |                |               | 25. dubna 1905     | sokolský odboj, podpůrná síť parašutistů                                                        |
| František | Pelcák      |                |               | 6. června 1879     | sokolský odboj, podpůrná síť parašutistů                                                        |
| Marie     | Pelcáková   | Polívková      |               | 19. července 1879  | sokolský odboj, podpůrná síť parašutistů                                                        |
| Jaroslav  | Piskáček    |                |               | 3. května 1897     | Spolupráce s výsadkem Anthropoid                                                                |
| Miroslav  | Piskáček    |                |               | 31. března 1927    | Spolupráce s výsadkem Anthropoid                                                                |
| Antonie   | Piskáčková  | Hrušková       |               | 8. června 1900     | Spolupráce s výsadkem Anthropoid                                                                |
| Jiří      | Pleskot     |                |               | 3. února 1901      | obstarával falešná lékařská osvědčení                                                           |
| Eliška    | Pleskotová  | Görnerová      |               | 13. září 1906      | Někde uváděná jako Ela                                                                          |
| Alžběta   | Poláková    | Weisbergerová  |               | 14. prosince 1891  |                                                                                                 |
| Antonín   | Pouznar     |                |               | 16. října 1881     | Spolupráce s výsadkem Silver A                                                                  |
| Zdenka    | Pouznarová  | Procházková    |               | 2. ledna 1885      | Spolupráce s výsadkem Silver A                                                                  |
| Františka | Právcová    | Kubišová       |               | 28. dubna 1915     | sestra parašutisty Jana Kubiše; místo narození: Dolní Vilémovice č.p. 79                        |
| Rudolf    | Právec      |                |               | 31. března 1912    | místo narození: Běhařovice                                                                      |
| Jaroslav  | Procházka   |                |               | 2. prosince 1887   | sokolský odboj, podpůrná síť parašutistů                                                        |
| Eliška    | Procházková | Strommerová    |               | 11. listopadu 1894 | někdy uváděna jako Alžběta Procházková, sokolský odboj, podpůrná síť parašutistů                |
| Božena    | Rebcová     | Počepická      |               | 13. července 1907  | sokolský odboj, podpůrná síť parašutistů                                                        |
| Augustin  | Rebec       |                |               | 30. července 1905  | sokolský odboj, podpůrná síť parašutistů                                                        |
| Jiří      | Růta        |                |               | 21. března 1923    | Spolupráce s výsadkem Anthropoid                                                                |
| Václav    | Růta        |                |               | 25. června 1890    | Spolupráce s výsadkem Anthropoid                                                                |
| Marie     | Růtová      | Rausová        |               | 21. února 1888     | Spolupráce s výsadkem Anthropoid                                                                |
| Ludmila   | Ryšavá      | Sonnevendová   |               | 27. června 1908    | podpůrná síť parašutistů, dcera Jana Sonnevenda                                                 |
| Josef     | Ryšavý      |                |               | 13. listopadu 1896 | podpůrná síť parašutistů                                                                        |
| Václav    | Říha        |                |               | 1. února 1919      | nepohodlný svědek, jeho milostný dopis Anně Maruščákové byl záminkou k vyhlazení Lidic          |

### (S až Š)
| Jméno      | Příjmení     | Rodné příjmení            | Portrét osoby | Datum narození     | Poznámka |
| ---------- | ------------ | ------------------------- | ------------- | ------------------ | --- |
| Karel      | Sedlák       |                           |               | 4. listopadu 1916  | Spolupráce s výsadkem Silver A                                                                                   |
| Soňa       | Sedláková    | Poláková                  |               | 22. dubna 1921     | Spolupráce s výsadkem Silver A, někdy uváděna jako Sonja                                                         |
| František  | Sívek        |                           |               | 30. listopadu 1910 | Spolupráce s výsadkem Silver A, manžel sestry Josefa Valčíka                                                     |
| František  | Slavíček     |                           |               | 11. ledna 1890     | Spolupráce s výsadkem Anthropoid                                                                                 |
| Otakar     | Slavíček     |                           |               | 18. září 1920      | Spolupráce s výsadkem Anthropoid                                                                                 |
| Ludmila    | Slavíčková   |                           |               | 11. září 1925      | Spolupráce s výsadkem Anthropoid                                                                                 |
| Marie      | Slavíčková   | Smrčková                  |               | 3. října 1899      | Spolupráce s výsadkem Anthropoid                                                                                 |
| Jaroslav   | Smrž         |                           |               | 24. září 1904      | Spolupráce s výsadkem Anthropoid                                                                                 |
| Jarmila    | Smržová      | Holasová nebo Holubová    |               | 19. listopadu 1907 | Spolupráce s výsadkem Anthropoid                                                                                 |
| Soběslav   | Sobek        |                           |               | 29. září 1887      | Spolupráce s výsadkem Anthropoid                                                                                 |
| Marie      | Sobková      | Trösterová                |               | 6. července 1902   | |
| Marie      | Sonnevendová | Lorek nebo Lorková        |               | 4. března 1888     | Spolupráce s výsadkem Anthropoid, manželka Jana Sonnevenda                                                       |
| Ludmila    | Soukupová    | Kovárníková               |               | 5. ledna 1912      | Spolupráce s výsadkem Anthropoid                                                                                 |
| Marie      | Stará        | Hrůzová                   |               | 19. března 1902    | Spolupráce s výsadkem Anthropoid                                                                                 |
| Jaroslav   | Starý        |                           |               | 22. dubna 1891     | Spolupráce s výsadkem Anthropoid                                                                                 |
| Anna       | Stehlíková   | Šimková                   |               | 28. března 1895    | sokolský odboj, podpůrná síť parašutistů                                                                         |
| Bohuslav   | Strnad       |                           |               | 1. března 1905     | Sokolský odboj, podpůrná síť parašutistů                                                                         |
| Marie      | Strnadová    | Plánická                  |               | 17. května 1899    | Sokolský odboj, podpůrná síť parašutistů                                                                         |
| František  | Svatoš       |                           |               | 14. března 1902    | Spolupráce s výsadky Anthropoid a Out Distance                                                                   |
| Josef      | Svatoš       |                           |               | 8. listopadu 1896  | Spolupráce s výsadky Anthropoid a Out Distance                                                                   |
| Rudolf     | Svatoš       |                           |               | 30. října 1905     | Spolupráce s výsadky Anthropoid a Out Distance                                                                   |
| Karel      | Svěrák       |                           |               | 17. července 1927  | Spolupráce s výsadkem Anthropoid                                                                                 |
| Karel      | Svěrák       |                           |               | 22. října 1889     | Spolupráce s výsadkem Anthropoid                                                                                 |
| Iris       | Svěráková    |                           |               | 8. listopadu 1925  | Spolupráce s výsadkem Anthropoid                                                                                 |
| Marie      | Svěráková    | Janů                      |               | 29. ledna 1918     | Spolupráce s výsadkem Anthropoid                                                                                 |
| Jan        | Sysel        |                           |               | 16. ledna 1899     | Sokolský odboj                                                                                                   |
| Božena     | Syslová      | Uhliřník nebo Uhlyariková |               | 21. září 1900      | Sokolský odboj                                                                                                   |
| Gertruda   | Šašková      |                           |               | 20. listopadu 1896 | ukrývání britského letce majora Ronalda Littledalea                                                              |
| Karel      | Šebesta      |                           |               | 25. října 1898     | Spolupráce s výsadkem Anthropoid                                                                                 |
| Marie      | Šebestová    | Voráčková                 |               | 31. října 1908     | Spolupráce s výsadkem Anthropoid                                                                                 |
| František  | Šmakal       |                           |               | 14. září 1896      | podpůrná síť parašutistů; MUDr. František Šmakal byl manželem Ivany Šmakalové, někdy uváděné jako Iva Šmakalová. |
| Ivana      | Šmakalová    | Neubauerová               |               | 23. června 1888    | Spolupráce s výsadkem Silver A, podpůrná síť parašutistů; manželka MUDr. Františka Šmakala                       |
| Jan        | Šourek       |                           |               | 20. května 1892    | poskytl úkryt docentu Vladimíru Krajinovi                                                                        |
| Julie      | Špinarová    | Blochová                  |               | 18. května 1900    | |
| Leopold    | Šrámek       |                           |               | 11. května 1882    | Spolupráce s výsadkem Anthropoid                                                                                 |
| Anna       | Šrámková     | Dolejšková                |               | 25. prosince 1902  | Spolupráce s výsadkem Anthropoid                                                                                 |
| Václav     | Šulc         |                           |               | 31. prosince 1909  | sokolský odboj, podpůrná síť parašutistů                                                                         |
| Jaroslavaá | Šulcová      | Řepová                    |               | 19. července 1920  | sokolský odboj, podpůrná síť parašutistů                                                                         |
| Vladimír   | Šustr        |                           |               | 2. prosince 1909   | bratr zpravodajského důstojníka čs. armády v Anglii štábního kapitána Jaroslava Šustra                           |

### (T až Z)
| Jméno     | Příjmení   | Rodné příjmení | Portrét osoby | Datum narození     | Poznámka |
| --------- | ---------- | -------------- | ------------- | ------------------ | --- |
| František | Trojan     |                |               | 16. srpna 1899     | sokolský odboj, pomoc při útěku MUDr. Břetislava Lyčky |
| Anna      | Trojanová  | Černá          |               | 26. listopadu 1903 | sokolský odboj, pomoc při útěku MUDr. Břetislava Lyčky |
| Jaroslav  | Trojánek   |                |               | 19. dubna 1911     | Sokolský odboj, podpůrná síť parašutistů |
| Jan       | Václavík   |                |               | 11. září 1892      | Spolupráce s výsadkem Bivouac |
| Alois     | Valčík     |                |               | 23. května 1908    | Spolupráce s výsadkem Silver A, bratr parašutisty Josefa Valčíka |
| Antonín   | Valčík     |                |               | 24. března 1919    | Spolupráce s výsadkem Silver A, bratr parašutisty Josefa Valčíka |
| Emil      | Valčík     |                |               | 18. září 1909      | Spolupráce s výsadkem Silver A, bratr parašutisty Josefa Valčíka |
| Jan       | Valčík     |                |               | 24. října 1880     | Spolupráce s výsadkem Silver A, otec parašutisty Josefa Valčíka |
| Anna      | Valčíková  | Ležáková       |               | 11. ledna 1911     | Spolupráce s výsadkem Silver A, manželka Emila Valčíka |
| Anna      | Valčíková  | Změlíková      |               | 30. září 1907      | Spolupráce s výsadkem Silver A, manželka Aloise Valčíka |
| Ludmila   | Valčíková  |                |               | 26. dubna 1923     | Spolupráce s výsadkem Silver A, sestra parašutisty Josefa Valčíka |
| Veronika  | Valčíková  | Bětíková       |               | 10. listopadu 1888 | Spolupráce s výsadkem Silver A, matka parašutisty Josefa Valčíka |
| Jaroslav  | Valenta    |                |               | 8. února 1911      | Spolupráce s výsadky Anthropoid a Silver A; spolupracovník docenta Vladimíra Krajiny, po zatčení gestapem byl donucen sledovat popravu svých rodičů                                                                                        |
| Antonín   | Valter     |                |               | 26. listopadu 1897 | sokolský odboj, podpůrná síť parašutistů |
| Marie     | Valterová  | Jungerová      |               | 20. ledna 1904     | sokolský odboj, podpůrná síť parašutistů |
| Ludvík    | Vaněk      |                |               | 11. září 1909      | sokolský odboj, pomoc při útěku MUDr. Břetislava Lyčky; manžel Josefy Vaňkové, rozené Sekáčové (* 18. března 1912 – 26. ledna 1943 koncentrační tábor Mauthausen)                                                                          |
| Jan       | Včelák     |                |               | 4. dubna 1896      | Spolupráce s výsadkem Anthropoid |
| Jitka     | Včeláková  | Veselá         |               | 21. října 1901     | Spolupráce s výsadkem Anthropoid |
| Helena    | Vejvodová  | Machová        |               | 14. prosince 1914  | Spolupráce s výsadkem Anthropoid |
| Marie     | Vejvodová  | Čuříková       |               | 28. října 1911     | sokolský odboj, pomoc při útěku MUDr. Břetislava Lyčky |
| Božena    | Vicherková | Marešová       |               | 18. ledna 1902     | sokolský odboj, jejím manželem byl brigádní generál Alois Vicherek |
| Adolf     | Vojtíšek   |                |               | 6. září 1914       | Spolupráce s výsadky Out Distance a Steel |
| Jan       | Vojtíšek   |                |               | 6. května 1885     | Spolupráce s výsadky Out Distance a Steel |
| Božena    | Vojtíšková |                |               | 10. října 1920     | Spolupráce s výsadky Out Distance a Steel |
| Božena    | Vojtíšková | Seblíková      |               | 20. listopadu 1888 | Spolupráce s výsadky Out Distance a Steel |
| Kristina  | Vojtíšková | Kubánková      |               | 22. července 1913  | Spolupráce s výsadky Out Distance a Steel |
| Antonín   | Vopička    |                |               | 17. dubna 1903     | |
| Vladimír  | Vyhnis     |                |               | 15. dubna 1911     | sokolský odboj, pomoc při útěku MUDr. Břetislava Lyčky |
| Anna      | Vyhnisová  | Kristová       |               | 18. dubna 1912     | sokolský odboj, pomoc při útěku MUDr. Břetislava Lyčky |
| Pravoslav | Vykouk     |                |               | 5. března 1902     | Spolupráce s výsadkem Out Distance |
| Pavla     | Vykouková  | Bechyňová      |               | 14. března 1896    | Spolupráce s výsadkem Out Distance |
| Karel     | Weiss      |                |               | 3. října 1887      | sokolský odboj, poskytl úkryt docentu Vladimíru Krajinovi |
| Anežka    | Zajíčková  | Cihelková      |               | 6. září 1903       | Spolupráce s výsadky Anthropoid a Silver A |
| Františka | Zelenková  | Hoffmanová     |               | 4. října 1901      | Spolupráce s výsadky Anthropoid, Silver A a Out Distance; manželka Jana Zelenky-Hajského, který stál v čele sokolské odbojové organizace podílející se na atentátu na R. Heydricha. (Jan Zelenka-Hajský spáchal před zatčením sebevraždu.) |
| František | Zeyval     |                |               | 18. ledna 1896     | sokolský odboj, podpůrná síť parašutistů |

## Lidé popravení 26. ledna 1943 (31 popravených)
| Jméno     | Příjmení       | Rodné příjmení | Portrét osoby | Datum narození     | Poznámka |
| --------- | -------------- | -------------- | ------------- | ------------------ | --- |
| Stanislav | Albrecht       |                |               | 2. června 1908     | Spolupráce s výsadkem Anthropoid |
| Františka | Albrechtová    | Zeithamlová    |               | 4. září 1912       | Spolupráce s výsadkem Anthropoid |
| Marie     | Burdová        |                |               | 4. února 1890      | sokolský odboj, ukrývání Ladislava Vaňka |
| Vladislav | Čaloun         |                |               | 11. prosince 1907  | sokolský odboj, pomoc při útěku MUDr. Břetislava Lyčky |
| Oldřich   | Frolík         |                |               | 11. dubna 1909     | Spolupráce s výsadkem Anthropoid |
| Barbora   | Frolíková      | Kvasničková    |               | 21. září 1910      | Spolupráce s výsadkem Anthropoid |
| Karel     | Hejhal         |                |               | 8. září 1906       | Spolupráce s výsadkem Anthropoid |
| Kateřina  | Hejhalová      |                |               | 13. prosince 1908  | Spolupráce s výsadkem Anthropoid |
| František | Hejl           |                |               | 3. července 1900   | Spolupráce s výsadkem Anthropoid |
| Božena    | Hrnčiříková    | Plhalová       |               | 18. září 1906      | sokolský odboj, podpůrná síť parašutistů |
| Cecilie   | Jelínková      |                |               | 5. října 1904      | sokolský odboj |
| Severin   | Krzák          |                |               | 12. června 1916    | Spolupráce s výsadkem Intransitive |
| Antonín   | Oktábec        |                |               | 29. září 1905      | Spolupráce s výsadkem Anthropoid |
| Karel     | Pavlík         |                |               | 19. října 1900     | Spolupráce s výsadkem Silver A a Out Distance; Obrana národa |
| Emilie    | Pecháčková     | Putíková       |               | 21. prosince 1893  | sokolský odboj; manželka Františka Pecháčka |
| Jaroslav  | Pechman mladší |                |               | 1. května 1925     | Spolupráce s výsadkem Anthropoid |
| Marie     | Pechmanová     | Bohuslavová    |               | 6. dubna 1902      | Spolupráce s výsadkem Anthropoid; manžel Jaroslav Pechman starší spáchal sebevraždu před zatčením                                                                              |
| Václav    | Pokorný        |                |               | 5. srpna 1875      | příbuzný Pechmanových |
| František | Silovský       |                |               | 15. listopadu 1888 | sokolský odboj |
| Františka | Sívková        | Valčíková      |               | 25. března 1917    | (někdy uváděna jako Sivková); Spolupráce s výsadkem Silver A; sestra parašutisty Josefa Valčíka                                                                                |
| Marie     | Svatošová      | Nová           |               | 19. června 1912    | Spolupráce s výsadkem Anthropoid; Out Distance; manželka Rudolfa Svatoše (* 30. října 1905 – 24. října 1942 KT Mauthausen)                                                     |
| Jan       | Svoboda        |                |               | 2. září 1900       | Spolupráce s výsadkem Anthropoid |
| Helena    | Šedová         | Burdová        |               | 30. července 1911  | sokolský odboj, manžel kapitán Alois Šeda (* 15. ledna 1908) ve Velké Británii                                                                                                 |
| Augustin  | Šenold         |                |               | 24. ledna 1902     | sokolský odboj |
| Alžběta   | Šenoldová      | Šimčisková     |               | 22. ledna 1910     | sokolský odboj; krycí jméno „Eržika“ |
| Bedřich   | Šilar          |                |               | 2. srpna 1897      | Spolupráce s výsadkem Intransitive |
| Marta     | Šilarová       | Nekvindová     |               | 2. října 1905      | Spolupráce s výsadkem Intransitive |
| Josefa    | Vaňková        | Sekáčová       |               | 18. března 1912    | (někdy uváděna jako Josefina); sokolský odboj, pomoc při útěku MUDr. Břetislava Lyčky; manželka Ludvíka Vaňka (* 11. září 1909 – 24. října 1942 koncentrační tábor Mauthausen) |
| Jan       | Vojtíšek       |                |               | 23. února 1912     | Spolupráce s výsadkem Silver A |
| Josef     | Zemánek        |                |               | 5. prosince 1908   | sokolský odboj, pomoc při útěku MUDr. Břetislava Lyčky |
| Božena    | Zeyvalová      | Vaněčková      |               | 9. března 1887     | sokolský odboj, podpůrná síť parašutistů |

## Popravený 3. února 1944 (1 osoba)

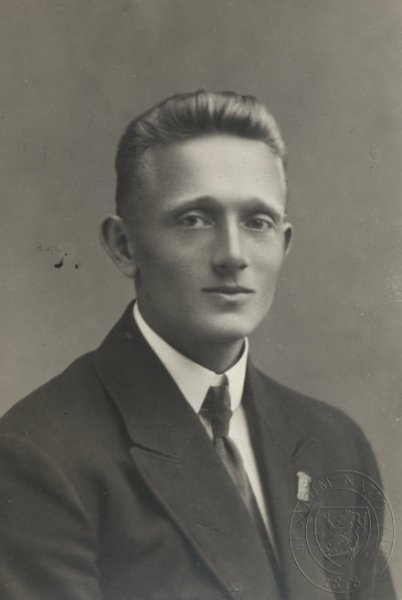
František Pecháček

- František Pecháček, * 1. května 1896